# Coppa del mondo di tuffi 2021 - Piattaforma 10 metri maschile
Il concorso dei tuffi dalla piattaforma 10 metri maschile della Coppa del mondo di tuffi 2021 si è svolto il 3 e 4 maggio 2021 al Tokyo Aquatics Centre in Giappone.
La competizione è stata valida per la qualificazione ai Giochi olimpici estivi di Tokyo 2021.

## Programma
| Data          | Ora   | Evento      |
| ------------- | ----- | ----------- |
| 3 maggio 2021 | 12:30 | Preliminare |
| 3 maggio 2021 | 18:45 | Semifinale  |
| 4 maggio      | 18:00 | Finale      |

## Risultati
I tuffatori contrassegnati dal grassetto si sono qualificati per le Olimpiadi (finora) tramite questo risultato. I tuffatori nei primi 18 posti non in grassetto hanno ottenuto la qualificazione in un'altra manifestazione o la loro nazione ha già raggiunto l'assegnazione massima di posti olimpici.
| Class   | Tuffatore                  | Nazione         | Preliminare | Preliminare | Semifinale      | Semifinale      | Finale          | Finale          |
| Class   | Tuffatore                  | Nazione         | Punti       | Class       | Punti           | Class           | Punti           | Class           |
| ------- | -------------------------- | --------------- | ----------- | ----------- | --------------- | --------------- | --------------- | --------------- |
| Oro     | Tom Daley                  | Gran Bretagna   | 508.30      | 1           | 503.35          | 2               | 541.70          | 1               |
| Argento | Randal Willars             | Messico         | 483.65      | 2           | 467.85          | 4               | 514.70          | 2               |
| Bronzo  | Rylan Wiens                | Canada          | 424.70      | 9           | 419.85          | 10              | 488.55          | 3               |
| 4       | Timo Barthel               | Germania        | 402.70      | 16          | 427.00          | 7               | 465.90          | 4               |
| 5       | Nathan Zsombor-Murray      | Canada          | 415.85      | 12          | 477.00          | 3               | 462.10          | 5               |
| 6       | Matthew Dixon              | Gran Bretagna   | 428.40      | 7           | 422.30          | 8               | 437.80          | 6               |
| 7       | Jaden Eikermann Gregorchuk | Germania        | 441.10      | 6           | 458.95          | 5               | 429.35          | 7               |
| 8       | Rikuto Tamai               | Giappone        | 405.20      | 15          | 421.30          | 9               | 424.00          | 8               |
| 9       | Ruslan Ternovoj            | Russia          | 465.70      | 3           | 511.95          | 1               | 420.30          | 9               |
| 10      | Kawan Figueredo Pereira    | Brasile         | 456.05      | 4           | 448.80          | 6               | 409.90          | 10              |
| 11      | Sebastián Villa Castañeda  | Colombia        | 406.15      | 14          | 404.45          | 12              | 407.65          | 11              |
| 12      | Zachary Cooper             | Stati Uniti     | 420.60      | 10          | 418.10          | 11              | 384.20          | 12              |
| 13      | Rafael Quintero            | Porto Rico      | 455.10      | 5           | 404.10          | 13              | Non qualificati | Non qualificati |
| 14      | Óscar Ariza                | Venezuela       | 394.35      | 17          | 402.90          | 14              | Non qualificati | Non qualificati |
| 15      | Kim Yeong-taek             | Corea del Sud   | 417.00      | 11          | 393.05          | 15              | Non qualificati | Non qualificati |
| 16      | Matthieu Rosset            | Francia         | 414.05      | 13          | 377.10          | 16              | Non qualificati | Non qualificati |
| 17      | Reo Nishida                | Giappone        | 392.00      | 18          | 328.80          | 17              | Non qualificati | Non qualificati |
| 18      | Isaac Souza                | Brasile         | 427.55      | 8           | 327.45          | 18              | Non qualificati | Non qualificati |
| 19      | Alejandro Solarte          | Colombia        | 382.70      | 19          | Non qualificati | Non qualificati | Non qualificati | Non qualificati |
| 20      | Oleh Serbin                | Ucraina         | 380.50      | 20          | Non qualificati | Non qualificati | Non qualificati | Non qualificati |
| 21      | Aleksandr Belevtsev        | Russia          | 380.15      | 21          | Non qualificati | Non qualificati | Non qualificati | Non qualificati |
| 22      | Andreas Sargent Larsen     | Italia          | 378.95      | 22          | Non qualificati | Non qualificati | Non qualificati | Non qualificati |
| 23      | José Ruvalcaba             | Rep. Dominicana | 372.30      | 23          | Non qualificati | Non qualificati | Non qualificati | Non qualificati |
| 24      | Jonathan Chan              | Singapore       | 371.80      | 24          | Non qualificati | Non qualificati | Non qualificati | Non qualificati |
| 25      | Vartan Bayanduryan         | Armenia         | 370.30      | 25          | Non qualificati | Non qualificati | Non qualificati | Non qualificati |
| 26      | Constantin Popovici        | Romania         | 369.30      | 26          | Non qualificati | Non qualificati | Non qualificati | Non qualificati |
| 27      | Yi Jae-gyeong              | Corea del Sud   | 367.65      | 27          | Non qualificati | Non qualificati | Non qualificati | Non qualificati |
| 28      | Vinko Paradzik             | Svezia          | 354.50      | 28          | Non qualificati | Non qualificati | Non qualificati | Non qualificati |
| 29      | Artsiom Barouski           | Bielorussia     | 354.25      | 29          | Non qualificati | Non qualificati | Non qualificati | Non qualificati |
| 30      | Carlos Daniel Ramos        | Cuba            | 347.85      | 30          | Non qualificati | Non qualificati | Non qualificati | Non qualificati |
| 31      | Maicol Verzotto            | Italia          | 347.35      | 31          | Non qualificati | Non qualificati | Non qualificati | Non qualificati |
| 32      | Nikolaos Molvalis          | Grecia          | 341.85      | 32          | Non qualificati | Non qualificati | Non qualificati | Non qualificati |
| 33      | Emanuel Vázquez            | Porto Rico      | 339.20      | 33          | Non qualificati | Non qualificati | Non qualificati | Non qualificati |
| 34      | Jellson Jabillin           | Malaysia        | 336.90      | 34          | Non qualificati | Non qualificati | Non qualificati | Non qualificati |
| 35      | Athanasios Tsirikos        | Grecia          | 332.35      | 35          | Non qualificati | Non qualificati | Non qualificati | Non qualificati |
| 36      | Nathan Brown               | Nuova Zelanda   | 324.05      | 36          | Non qualificati | Non qualificati | Non qualificati | Non qualificati |
| 37      | Dariush Lotfi              | Austria         | 321.65      | 37          | Non qualificati | Non qualificati | Non qualificati | Non qualificati |
| 38      | Jesús González             | Venezuela       | 312.15      | 38          | Non qualificati | Non qualificati | Non qualificati | Non qualificati |
| 39      | Héctor Pérez               | Spagna          | 311.60      | 39          | Non qualificati | Non qualificati | Non qualificati | Non qualificati |
| 40      | Vladimir Harutyunyan       | Armenia         | 308.50      | 40          | Non qualificati | Non qualificati | Non qualificati | Non qualificati |
| 41      | Siddharth Bajrang Pardeshi | India           | 302.90      | 41          | Non qualificati | Non qualificati | Non qualificati | Non qualificati |
| 42      | Youssef Ezzat              | Egitto          | 297.15      | 42          | Non qualificati | Non qualificati | Non qualificati | Non qualificati |
| 43      | Hanis Jaya Surya           | Malaysia        | 283.80      | 43          | Non qualificati | Non qualificati | Non qualificati | Non qualificati |
| 44      | Carlos Camacho             | Spagna          | 283.50      | 44          | Non qualificati | Non qualificati | Non qualificati | Non qualificati |
| 45      | Yevhen Naumenko            | Ucraina         | 281.65      | 45          | Non qualificati | Non qualificati | Non qualificati | Non qualificati |
| 46      | Mojtaba Valipour           | Iran            | 263.05      | 46          | Non qualificati | Non qualificati | Non qualificati | Non qualificati |